# Roger Morgan
Roger Pearce Morgan (* 3. März 1932 in Burton upon Trent; † 3. März 2015) war ein britischer Politikwissenschaftler und Hochschullehrer.

## Leben und Wirken
Roger Morgan studierte Geschichte und Politikwissenschaft an der Universität Cambridge (Downing College) und erwarb dort 1957 den Magistergrad. Zwei Jahre später (1959) promovierte er an dieser Universität zum Ph.D. Außerdem hielt er sich zu Studien- und Forschungsaufenthalten in Frankreich, der Bundesrepublik Deutschland und den Niederlanden auf. In seiner Dissertation untersuchte er die Geschichte der deutschen Sozialdemokratie in den Jahren von 1864 bis 1872. Nach einer Lehrtätigkeit an der Workers' Educational Association in London (1957 bis 1959) war Morgan bis 1963 als Dozent an der Aberystwyth University in Wales tätig. Bis 1967 war er dann Dozent für Geschichte und Internationale Politik an der University of Sussex. Von 1968 bis 1974 war er Mitarbeiter am Chatham House (früher: Royal Institute of International Affairs). Eine Professur für europäische Politik hatte er von 1975 bis 1978 an der Loughborough University inne. Anschließend wirkte er als Mitarbeiter und Abteilungsdirektor am Policy Studies Institute in London. Gastdozenturen übernahm er in den USA, am Europäischen Hochschulinstitut und an der Universität Bonn. 
Roger Morgan beschäftigte sich in seinen Forschungen und Veröffentlichungen vor allem mit der europäischen Integration und der Außenpolitik Deutschlands, Frankreichs und Großbritanniens. 

## Veröffentlichungen (Auswahl)
Monographien
- The German social democrats and the first international 1864–1972. Cambridge University Press, Cambridge 1965 (= Dissertation Universität Cambridge).
- (Hrsg. u. Mitautor): Strukturwandlungen der Außenpolitik in Großbritannien und der Bundesrepublik (= Schriften des Forschungsinstituts der Deutschen Gesellschaft für Auswärtige Politik e.V., Bd. 29). Oldenbourg, München 1970, ISBN 3-486-47301-8.
- (Hrsg.): The study of international affairs. Essays in honour of Kenneth Younger. Oxford University Press, Oxford 1972, ISBN 0-19-214989-X.
- West European politics since 1945. The shaping of the European Community. Batsford, London 1972, ISBN 0-7134-1123-6.
- High politics, low politics. Toward a foreign policy for Western Europe (= The Washington papers, Bd. 11). Sage Publications, Beverly Hills 1973.
- The United States and West Germany 1945–1973. A study in alliance politics. Oxford University Press, London 1974, ISBN 0-19-218304-4 (dt. Übers. u.d.T.: Washington und Bonn. Deutsch-amerikanische Beziehungen seit dem Zweiten Weltkrieg. Piper, München 1975, ISBN 3-492-02125-5).
- West Germany's foreign policy agenda (= The Washington papers, Bd. 54). Sage Publications, Beverly Hills 1978, ISBN 0-8039-1049-5.
- (Hrsg.): Moderates and convervatives in Western Europe. Political parties, the European Community and the Atlantic Alliance. Heinemann, London 1982, ISBN 0-435-83615-3.
- (mit Caroline Bray): The European Community and central-local government relations. A review. ESRC, London 1985.
- (Hrsg. u. Mitautor): Partners and rivals in Western Europe: Britain, France and Germany. Gower, Aldershot 1986, ISBN 0-566-00983-8.
- (Hrsg.): Regionalism in European politics. Policy Studies Institute, London 1987, ISBN 0-85374-274-X.
- Britain and Germany since 1945. Two societies and two foreign policies. German Historical Institute, London 1989, ISBN 0-9511485-4-0.
- (Hrsg.): New diplomacy in the post-cold-war world. Essays for Susan Strange. Macmillan, Basingstoke 1993, ISBN 0-312-09683-6.
- Tennis. The development of a European ball game. Ronaldson, Oxford 1995, ISBN 0-9510251-8-X.
- (Hrsg., mit Clare Tame): Parliaments and parties. The European Parliament in the political life of Europe. Macmillan, Basingstoke 1996, ISBN 0-333-55342-X.
- (Hrsg.): Choice and representation in the EU (= Federal Trust series, Bd. 3). Federal Trust for Education & Research, London 2003, ISBN 0-901573-73-6.

Aufsätze
- Großbritannien: Vorrang der nationalen Probleme. In: Europa-Archiv, Bd. 33 (1978), S. 798–804.
- Dimensions of West German foreign policy. In: West European politics, Bd. 4 (1981), S. 87–96.
- Annäherung London – Paris? Die Entwicklung der französisch-britischen Beziehungen seit Kriegsende. In: Dokumente, Bd. 38 (1982), S. 35–42.
- Social democracy in Europe. A comparative examination. In: Government and Opposition, Bd. 17 (1982), S. 22–34.
- Das neue Deutschland in der Europäischen Gemeinschaft – politische und institutionelle Folgen. In: Wolfgang Heisenberg (Hrsg.): Die Vereinigung Deutschlands in europäischer Perspektive. Nomos, Baden-Baden 1992, S. 83–98, ISBN 3-7890-2566-6.
- (mit Thomas Christiansen): The new Germany and European Union after Maastricht. The difficult way ahead. In: Stephen Martin (Hrsg.): The contruction of Europe. Essays in honour of Emile Noël. Kluwer, Dordrecht 1994, S. 113–128, ISBN 0-7923-2969-4.
- Die bilateralen Beziehungen zwischen Großbritannien und Frankreich seit 1945. In: Hans Kastendiek (Hrsg.): Länderbericht Großbritannien (= Schriftenreihe / Bundeszentrale für politische Bildung, Bd. 327). Bonn 1996, S. 374–382, ISBN 3-89331-204-8.
- Großbritannien und Europa. In: Aus Politik und Zeitgeschichte, Bd. 47 (1997), H. 18, S. 22–30.
- A European "society of states" – but only states of mind? In: International Affairs, Bd. 76 (2000), S. 559–574.
- Willy Brandt's "Neue Ostpolitik". British perceptions and positions, 1969–1975. In: Adolf M. Birke (Hrsg.): An Anglo-German dialogue. The Munich lectures on the history of international relations (= Prinz-Albert-Studien, Bd. 17). Saur, München 2000, S. 179–200, ISBN 3-598-21417-0.
- The Franco-German partnership and the European Union. In: Patrick McCarthy (Hrsg.): France - Germany in the twenty-first century. Palgrave, New York 2001, S. 83–107, ISBN 0-312-22814-7.
- Die Sorgen Washingtons und Londons über ein neutrales Deutschland 1969–1975. In: Dominik Geppert/Udo Wengst (Hrsg.): Neutralität – Chance oder Chimäre? Konzepte des dritten Weges für Deutschland und die Welt 1945–1990. Oldenbourg, München 2005, S. 249–263, ISBN 3-486-57702-6.